# رشكان سفلي
رشكان سفلي هي قرية في مقاطعة سردشت، إيران. عدد سكان هذه القرية هو 24 في سنة 2006.